# Canton de Lambersart
Le canton de Lambersart est une circonscription électorale française du département du Nord créée par le décret du 17 février 2014. Il tient lieu de circonscription d'élection des conseillers départementaux et entre en vigueur lors des élections départementales de 2015.

## Histoire
Un nouveau découpage territorial du département du Nord entre en vigueur à l'occasion des premières élections départementales suivant le décret du 17 février 2014. Les conseillers départementaux sont, à compter de ces élections, élus au scrutin majoritaire binominal mixte. Les électeurs de chaque canton élisent au Conseil départemental, nouvelle appellation du Conseil général, deux membres de sexe différent, qui se présentent en binôme de candidats. Les conseillers départementaux sont élus pour 6 ans au scrutin binominal majoritaire à deux tours, l'accès au second tour nécessitant 12,5 % des inscrits au 1er tour. En outre la totalité des conseillers départementaux est renouvelée. Ce nouveau mode de scrutin nécessite un redécoupage des cantons dont le nombre est divisé par deux avec arrondi à l'unité impaire supérieure si ce nombre n'est pas entier impair, assorti de conditions de seuils minimaux. Dans le Nord, le nombre de cantons passe ainsi de 79 à 41.
Le canton de Lambersart est formé de communes des anciens cantons de Tourcoing-Nord (2 communes), de Quesnoy-sur-Deûle (5 communes) et de Lille-Ouest (1 commune). Il est entièrement inclus dans l'arrondissement de Lille. Le bureau centralisateur est situé à Lambersart.

## Représentation
| Période élective | Période élective | Mandat | Mandat   | Identité                  | Nuance | Nuance | Qualité |
| ---------------- | ---------------- | ------ | -------- | ------------------------- | ------ | ------ | --- |
| 2015             | 2021             | 2015   | 2021     | Brigitte Astruc-Daubresse |        | LR     | Ancienne assistante parlementaire Conseillère régionale, maire-adjointe de Lambersart Vice-présidente chargée du Tourisme et de la Vie associative |
| 2015             | 2021             | 2015   | 2021     | Jacques Houssin           |        | LR     | Hôtelier Maire de Verlinghem Ancien conseiller général du Canton de Quesnoy-sur-Deûle (2001-2015)                                                  |
| 2021             | 2028             | 2021   | en cours | Marie-Laurence Fauchille  |        | DVD    | Chef d'entreprise à Lambersart |
| 2021             | 2028             | 2021   | en cours | Jacques Houssin           |        | LR     | Conseiller sortant |

### Résultats détaillés

#### Élections de mars 2015
À l'issue du 1er tour des élections départementales de 2015, deux binômes sont en ballottage : Brigitte Astruc et Jacques Houssin (Union de la Droite, 44,64 %) et Cécile Larroque et Jean-François Lipka (FN, 28,2 %). Le taux de participation est de 48,22 % (25 390 votants sur 52 654 inscrits) contre 46,81 % au niveau départemental et 50,17 % au niveau national.
Au second tour, Brigitte Astruc et Jacques Houssin (Union de la Droite) sont élus avec 69,54 % des suffrages exprimés et un taux de participation de 46,23 % (15 373 voix pour 24 341 votants et 52 654 inscrits).

#### Élections de juin 2021
Le premier tour des élections départementales de 2021 est marqué par un très faible taux de participation (33,26 % au niveau national). Dans le canton de Lambersart, ce taux de participation est de 31,85 % (16 901 votants sur 53 058 inscrits) contre 30,39 % au niveau départemental. À l'issue de ce premier tour, deux binômes sont en ballottage : Marie-Laurence Fauchille et Jacques Houssin (DVD, 27,23 %) et Brigitte Astruc-Daubresse et Olivier Henno (Union à droite, 25,76 %).
Le second tour des élections est marqué une nouvelle fois par une abstention massive équivalente au premier tour. Les taux de participation sont de 34,36 % au niveau national, 31,01 % dans le département et 32,55 % dans le canton de Lambersart. Marie-Laurence Fauchille et Jacques Houssin (DVD) sont élus avec 57,7 % des suffrages exprimés (8 598 voix pour 17 273 votants et 53 072 inscrits),,.

## Composition
Le canton de Lambersart comprend huit communes entières.
| Nom                                | Code Insee | Intercommunalité              | Superficie (km2) | Population (dernière pop. légale) | Densité (hab./km2) | Modifier                                    |
| ---------------------------------- | ---------- | ----------------------------- | ---------------- | --------------------------------- | ------------------ | ------------------------------------------- |
| Lambersart (bureau centralisateur) | 59328      | Métropole européenne de Lille | 6,16             | 27 105 (2022)                     | 4 400              | modifier les données · modifier les données |
| Bousbecque                         | 59098      | Métropole européenne de Lille | 6,44             | 4 956 (2022)                      | 770                | modifier les données · modifier les données |
| Comines                            | 59152      | Métropole européenne de Lille | 16,02            | 12 649 (2022)                     | 790                | modifier les données · modifier les données |
| Linselles                          | 59352      | Métropole européenne de Lille | 11,71            | 8 177 (2022)                      | 698                | modifier les données · modifier les données |
| Lompret                            | 59356      | Métropole européenne de Lille | 3,10             | 2 170 (2022)                      | 700                | modifier les données · modifier les données |
| Quesnoy-sur-Deûle                  | 59482      | Métropole européenne de Lille | 14,36            | 6 863 (2022)                      | 478                | modifier les données · modifier les données |
| Verlinghem                         | 59611      | Métropole européenne de Lille | 10,08            | 2 678 (2022)                      | 266                | modifier les données · modifier les données |
| Wervicq-Sud                        | 59656      | Métropole européenne de Lille | 5,09             | 5 446 (2022)                      | 1 070              | modifier les données · modifier les données |
| Canton de Lambersart               | 5922       |                               | 72,96            | 70 044 (2022)                     | 960                | modifier les données                        |

## Démographie
En 2022, le canton comptait 70 044 habitants, en évolution de −0,1 % par rapport à 2016 (Nord : +0,51 %, France hors Mayotte : +2,11 %).
| 2013   | 2018   | 2022   |
| ------ | ------ | ------ |
| 70 684 | 69 997 | 70 044 |